# Мавянь
Мавянь (Ньютаун-Сандес; англ. Moyvane  (Newtownsandes); ирл. Maigh Mheáin, Ма-Вянь) — деревня в Ирландии, находится в графстве Керри (провинция Манстер).

## Демография
Население — 387 человек (по переписи 2006 года). В 2002 году население составляло 326 человек. 
Данные переписи 2006 года:
| Общие демографические показатели |               |                               |                               |      |      |
| Всё население                    | Всё население | Изменения населения 2002—2006 | Изменения населения 2002—2006 | 2006 | 2006 |
| 2002                             | 2006          | чел.                          | %                             | муж. | жен. |
| 326                              | 387           | 61                            | 18,7                          | 207  | 180  |